# Lijst van nummer 1-hits in Oostenrijk in 2003
Deze hits stonden in 2003 op nummer 1 in de Ö3 Austria Top 40, de bekendste hitlijst in Oostenrijk.
| Datum        | Artiest                 | Titel                         |
| ------------ | ----------------------- | ----------------------------- |
| 5 januari    | Die Gerd-Show           | Der Steuersong (Las Kanzlern) |
| 12 januari   | Eminem                  | Lose Yourself                 |
| 19 januari   | Eminem                  | Lose Yourself                 |
| 26 januari   | Eminem                  | Lose Yourself                 |
| 2 februari   | t.A.T.u.                | All the Things She Said       |
| 9 februari   | t.A.T.u.                | All the Things She Said       |
| 16 februari  | t.A.T.u.                | All the Things She Said       |
| 23 februari  | t.A.T.u.                | All the Things She Said       |
| 2 maart      | t.A.T.u.                | All the Things She Said       |
| 9 maart      | Starmaniacs             | Tomorrow's Heroes             |
| 16 maart     | Starmaniacs             | Tomorrow's Heroes             |
| 23 maart     | Michael Tschuggnall     | Tears of Happiness            |
| 30 maart     | Michael Tschuggnall     | Tears of Happiness            |
| 6 april      | Christina Stürmer       | Ich lebe                      |
| 13 april     | Christina Stürmer       | Ich lebe                      |
| 20 april     | Christina Stürmer       | Ich lebe                      |
| 27 april     | Christina Stürmer       | Ich lebe                      |
| 4 mei        | Christina Stürmer       | Ich lebe                      |
| 11 mei       | Christina Stürmer       | Ich lebe                      |
| 18 mei       | Christina Stürmer       | Ich lebe                      |
| 25 mei       | Christina Stürmer       | Ich lebe                      |
| 1 juni       | Christina Stürmer       | Ich lebe                      |
| 8 juni       | Yvonne Catterfeld       | Für dich                      |
| 15 juni      | Yvonne Catterfeld       | Für dich                      |
| 22 juni      | Nena & Kim Wilde        | Anyplace, Anywhere, Anytime   |
| 29 juni      | Yvonne Catterfeld       | Für dich                      |
| 6 juli       | / Buddy vs. DJ The Wave | Ab in den Süden               |
| 13 juli      | / Buddy vs. DJ The Wave | Ab in den Süden               |
| 20 juli      | / Buddy vs. DJ The Wave | Ab in den Süden               |
| 27 juli      | / Buddy vs. DJ The Wave | Ab in den Süden               |
| 3 augustus   | / Buddy vs. DJ The Wave | Ab in den Süden               |
| 10 augustus  | / Buddy vs. DJ The Wave | Ab in den Süden               |
| 17 augustus  | / Buddy vs. DJ The Wave | Ab in den Süden               |
| 24 augustus  | / Buddy vs. DJ The Wave | Ab in den Süden               |
| 31 augustus  | / Buddy vs. DJ The Wave | Ab in den Süden               |
| 7 september  | / Buddy vs. DJ The Wave | Ab in den Süden               |
| 14 september | / Buddy vs. DJ The Wave | Ab in den Süden               |
| 21 september | / Buddy vs. DJ The Wave | Ab in den Süden               |
| 28 september | Scooter                 | Maria (I Like It Loud)        |
| 5 oktober    | Dido                    | White Flag                    |
| 12 oktober   | Dido                    | White Flag                    |
| 19 oktober   | Dido                    | White Flag                    |
| 26 oktober   | The Black Eyed Peas     | Where Is the Love?            |
| 2 november   | The Black Eyed Peas     | Where Is the Love?            |
| 9 november   | The Black Eyed Peas     | Where Is the Love?            |
| 16 november  | The Black Eyed Peas     | Where Is the Love?            |
| 23 november  | Overground              | Schick mir 'nen Engel         |
| 30 november  | Christina Stürmer       | Mama (Ana Ahabak)             |
| 7 december   | Christina Stürmer       | Mama (Ana Ahabak)             |
| 14 december  | Christina Stürmer       | Mama (Ana Ahabak)             |
| 21 december  | Christina Stürmer       | Mama (Ana Ahabak)             |